# Oversteek van de Andes

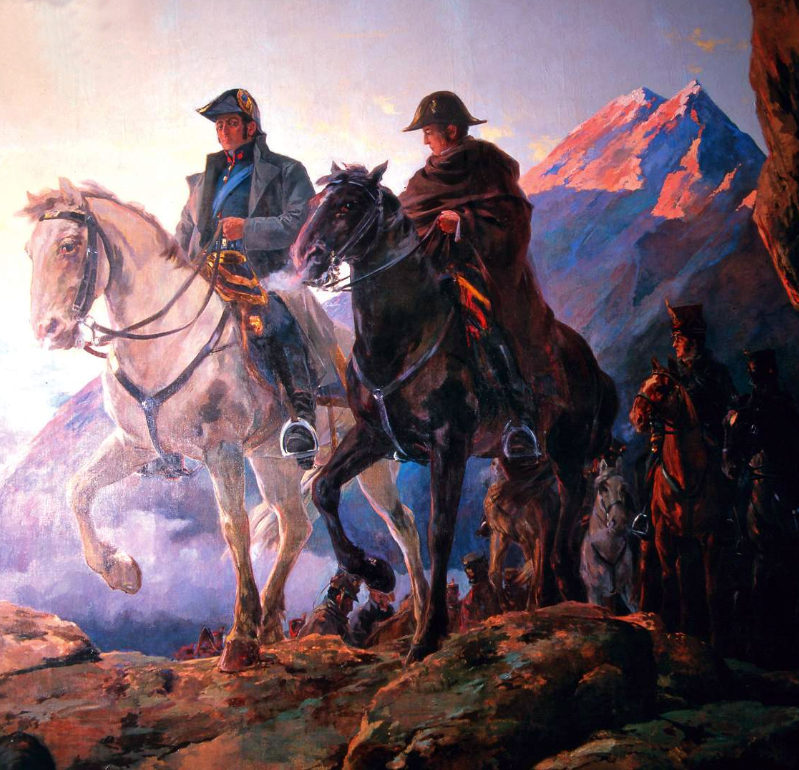
Generaals José de San Martín (links) en Bernardo O'Higgins steken de Andes over.

De Oversteek van de Andes verwijst naar een reeks militaire manoeuvres die tussen 12 januari en 8 februari 1817 werden uitgevoerd door het leger van de Andes van de Verenigde Provincies van de Río de la Plata. Het doel was de Andes over te steken van de streek van Cuyo (Argentinië) naar Chili met een troepenmacht van 4.000 gewone soldaten en 1.200 militieleden, met het oog op de confrontatie met de koningsgezinde troepen die loyaal waren aan de Spaanse Kroon en die zich in dat land bevonden. Deze expeditie maakte deel uit van het plan van generaal José de San Martín om de Bevrijdingsexpeditie naar Argentinië, Chili en Peru uit te voeren.
De oversteek van de Andes wordt beschouwd als een van de grootste historische gebeurtenissen in Argentinië, en als een van de grootste prestaties in de universele militaire geschiedenis. Sommige auteurs zien het als onderdeel van een pakket maatregelen in verband met het Maitland-plan.
In september 1816, verplaatste San Martín zijn Leger van de Andes naar Plumerillo, in het noorden van Mendoza. Hier rondde hij de laatste zaken af om de Andes over te kunnen steken. Het leger werd verdeeld in twee grote en vier kleine colonnes waarbij de gekozen route nog geheim bleef.
De eerste grote colonne vertrok 18 januari 1817, met de artillerie naar Chili door Uspallata, onder bevel van generaal Las Heras. 1 februari bereikten ze Las Cuevas (Chili).
De 2e colonne leidde San Martín zelf. Ze vertrokken op 19 januari door de Los Patos-pas en bereikten San Andrés de Tártaro op 8 februari. Hier sloot Las Heras zich bij hem aan en was de eerste fase van de tocht voltooid. Voor de vereniging van de twee grote colonnes hadden ze beiden al slag geleverd. De eerste colonne had de royalisten bevochten in Potrerillos (provincie Mendoza), terwijl de strijdkrachten onder leiding van San Martín slag hadden geleverd bij Achupallas en Las Coimas.
De tocht over de Andes duurde eenentwintig dagen. Het was een extreem moeilijke onderneming:
de temperatuur verschilde van boven de 30 °C overdag tot −10 °C 's nachts. De hoogte van de Andes was gemiddeld 3000 meter en de paden werden gewoonlijk gebruikt door de lokale bevolking op muilezels en waren door hun smalheid en steilheid weinig geschikt voor de tocht door een heel leger. Ongeveer 300 man (5,5% van het totaal) verloor tijdens de tocht het leven, de meesten door de barre omstandigheden. San Martín zelf was verre van gezond en werd het grootste deel van de reis per brancard vervoerd.